# Староягільницька загальноосвітня школа
Староягільницька загальноосвітня школа I—II ступенів — навчальний заклад у селі Стара Ягільниця Чортківського району Тернопільської області.

## Історія
За Австро-Угорщини працювала 1-класна школа з українською мовою навчання, за Польщіроці2-класна утраквістична (двомовна).
У 1914 році зведено школу, але не закінчену через Першу світову війну.
У 1930 році школа стає трикласною, згодом п'ятикласною.
У 1944 році під час Другої світової війни снарядом було збито дах на будинку школи, і вона згоріла.
У 1950 році відбудовано школу.
У 2014 році школа св'яткує 100-річчя.

## Гуртки та секції
Для розвитку і вдосконалення учнів у школі діють гуртки та секції:
- Туристсько-краєзнавчий,
- Художньо-естетичний.

## Сучасність
У 4 класах школи навчається 39 учнів, у школі викладають англійську мову.

## Педагогічний колектив
Педагогічний колектив складається з 13 педагога.
Директори
- Вінцент Ясінський — 1871—1881
- Самійло Ласовський — 1882—1890
- Петро Коструба — 1891—1910
- Олекса Шевчук — 1911—1914
- Іван Цибульський — 1921—1944
- Богдан Будник — 1944—1946
- Корнило Шевчук — 1946—1950
- Сава Малишевський — 1951—1952
- Михайло Сеник — 1952—1953
- Роман Критюк — 1953—1959
- Степан Кузь — 1959—1962
- Надія Маракіна — 1962—1968
- Юстина Бігуняк — 1968—1970
- Микола Заєць — 1970—1971
- Володимир Ціцерський — 1971—1987
- Роман Кавчук — 1987—1989
- Петро Палій — 1988—1991
- Олег Нога — 1991—1993
- Романія Панчишин — 1993—2002
- Мирослав Чарнош — 2002—2011
- Надія Сенів — з 8 лютого 2011